# 85e méridien ouest
En géographie, le 85e méridien ouest est le méridien joignant les points de la surface de la Terre dont la longitude est égale à 85° ouest.

## Géographie

### Dimensions
Comme tous les autres méridiens, la longueur du 85e méridien correspond à une demi-circonférence terrestre, soit 20 003,932 km. Au niveau de l'équateur, il est distant du méridien de Greenwich de 9 462 km,.
Avec le 95e méridien est, il forme un grand cercle passant par les pôles géographiques terrestres.

### Régions traversées
En commençant par le pôle Nord et descendant vers le sud au pôle Sud, Le 85e méridien ouest passe par:
| Coordonnées          | Pays, territoire ou mer   | Notes |
| -------------------- | ------------------------- | --- |
| 90° 00′ N, 85° 00′ O | Océan Arctique            | |
| 82° 28′ N, 85° 00′ O | Canada                    | Nunavut — Île Ellesmere et Île Axel Heiberg |
| 79° 15′ N, 85° 00′ O | Détroit d'Eureka          | |
| 78° 54′ N, 85° 00′ O | Canada                    | Nunavut — Île Ellesmere, île Hoved et Ellesmere à nouveau |
| 76° 17′ N, 85° 00′ O | Détroit de Jones          | |
| 75° 40′ N, 85° 00′ O | Canada                    | Nunavut — Île Devon |
| 74° 38′ N, 85° 00′ O | Détroit de Parry          | |
| 73° 47′ N, 85° 00′ O | Canada                    | Nunavut — Île de Baffin |
| 73° 39′ N, 85° 00′ O | Crique de l'Amirauté (en) | |
| 73° 21′ N, 85° 00′ O | Canada                    | Nunavut — Île de Baffin |
| 70° 05′ N, 85° 00′ O | Détroit de Fury et Hecla  | |
| 69° 48′ N, 85° 00′ O | Canada                    | Nunavut — Péninsule de Melville (continent), Qikiqtaaluk et Île Southampton |
| 63° 10′ N, 85° 00′ O | Baie de Hudson            | |
| 55° 16′ N, 85° 00′ O | Canada                    | Nord de l'Ontario |
| 47° 35′ N, 85° 00′ O | Lac Supérieur             | |
| 46° 46′ N, 85° 00′ O | États-Unis                | Michigan |
| 46° 00′ N, 85° 00′ O | Lac Michigan              | |
| 45° 39′ N, 85° 00′ O | États-Unis                | Michigan Indiana — à partir de 41° 45′ N, 85° 00′ O Kentucky — à partir de 38° 46′ N, 85° 00′ O Tennessee — à partir de 36° 37′ N, 85° 00′ O Géorgie — à partir de 35° 00′ N, 85° 00′ O Alabama — à partir de 32° 31′ N, 85° 00′ O Géorgie — sur environ 3 km à partir de 32° 21′ N, 85° 00′ O Alabama — à partir de 32° 19′ N, 85° 00′ O Géorgie — à partir de 32° 11′ N, 85° 00′ O Floride — à partir de 31° 00′ N, 85° 00′ O, le continent et l'Île Saint Georges |
| 29° 36′ N, 85° 00′ O | Golfe du Mexique          | Passe juste à l'ouest de Cuba (à 21° 52′ N, 84° 57′ O) |
| 21° 50′ N, 85° 00′ O | Mer des Caraïbes          | |
| 15° 59′ N, 85° 00′ O | Honduras                  | |
| 14° 43′ N, 85° 00′ O | Nicaragua                 | Passe par le Lac Nicaragua |
| 10° 58′ N, 85° 00′ O | Costa Rica                | |
| 9° 44′ N, 85° 00′ O  | Océan Pacifique           | |
| 60° 00′ S, 85° 00′ O | Océan Austral             | |
| 73° 25′ S, 85° 00′ O | Antarctique               | Liste des territoires revendiqués par le Chili (Province de l'Antarctique chilien) |